# Linea Tōbu Daishi
La linea Tōbu Daishi (東武大師線?, Tōbu Daishi-sen), gestita dalle Ferrovie Tōbu, è una breve ferrovia di carattere urbano a scartamento ridotto che collega le stazioni di Nishiarai (sulla linea Tōbu Isesaki) e di Daishimae, entrambe nel quartiere di Adachi a Tokyo, in Giappone.

## Caratteristiche
La linea, lunga solo 1 km e contante due stazioni fa in realtà parte dell'incompletato progetto della linea Tōbu Nishi-Ita (東武西板線?) che avrebbe dovuto collegare la linea Isesaki con la linea Tōbu Tōjō e migliorare i servizi per i passeggeri lungo il percorso.

## Stazioni
| Stazione  | Giapponese | Distanza | Collegamenti       | Posizione    |
| --------- | ---------- | -------- | ------------------ | ------------ |
| Nishiarai | 西新井     | 0,0      | Linea Tōbu Isesaki | Adachi Tokyo |
| Daishimae | 1,0        | 大師前   |                    | Adachi Tokyo |